# Stiluri de învățare
Stilurile de învățare se referă la o serie de teorii concurente și contestate care au scopul de a se ține seama de diferențele în procesul de învățare a indivizilor.
Aceste teorii propun ca oamenii pot fi clasificați în funcție de "stilul" lor de învățare, deși diferitele teorii prezintă opinii diferite privind modul ar trebui să fie definite și clasificate aceste stiluri. Un concept comun este ca indivizii difera in modul în care ei invata.
Ideea de stiluri de învățare individualizate a devenit populară în anii 1970, și a influențat în mare măsură pedagogia, în ciuda criticilor primite din partea unor cercetători .
Susținătorii recomandă ca profesorii să evalueze stilurile de învățare ale elevilor și să se adapteze metodele de clasă pentru a se potrivi cel mai bine stilul de învățare fiecărui elev. Deși există numeroase dovezi ca persoanele își exprimă preferințele pentru modul în care acestea să primească informațiile, criticii spun ca nu este nici o dovadă că identificarea stilului de învățare al unui individ poate produce rezultate mai bune.  

## Modele teoretice și concepții[3]
Exista peste 80 de modele de învățare care au fost propuse, fiecare având cel putin două stiluri de învățare. Enumerăm câteva dintre aceste modalități de învățareː

### Modelul luiDavid Kolb
Modelul David A. Kolb se bazează pe modelul propus de acesta de învățare experiențială, după cum se explică în cartea sa ”Învatare experientială” [8] Modelul lui Kolb prezintă două abordări față de experiență:. “Experiența concretă” si abstractă “Conceptualizarea”, precum și două abordări legate față de experiență de transformare: “Observare reflexivă” și ‘Experimentare activă.”
Conform modelului lui Kolb, procesul de învățare ideală angajează toate cele patru din aceste moduri, ca răspuns la cererile situaționale; ele formează un ciclu de învățare din experiența sa de observație la conceptualizarea la experimentare și înapoi la experiență. În scopul de a învăța să fie eficiente, Kolb postulează că toate cele patru aceste abordări trebuie să fie încorporate. Indivizii încearcă să folosească toate cele patru abordari, ei pot tinde să dezvolte punctele foarte într-o singură abordare apucând experiență și o abordare de transformare, făcându-i să prefere unul din următoarele patru stiluri de învățareː
1. Acomodabil = Experiența concretă + Experimentare activă = valoroși în practică, a face (de exemplu, fizio - terapeuti)
2. Convergent = Conceptualizarea + Experimentare activă = puternic în practică prin aplicarea teoriilor (de exemplu, inginerii)
3. Divergent = Experiența concretă + observație reflexivă = puternic în capacitatea imaginativă și discuții (de exemplu, asistenți sociali)
4. Asimilator = Conceptualizarea + observație reflexivă = puternic în raționamentul inductiv și crearea teorii (de exemplu, filozofii)

Modelul lui Kolb a dat naștere la Inventarul Stilurilor de învățare, o metodă de evaluare folosită pentru a determina stilul de învățare al unui individ. Conform acestui model, indivizii pot prezenta o preferință pentru una dintre cele patru stiluri - Acomodabil, Convergen, Divergent si Asimilator. În funcție de abordarea lor de învățare în modelul învățării experiențiale lui Kolb
Deși modelul lui Kolb este larg acceptată cu suport empiric substanțial și a fost revizuit de-a lungul anilor, un studiu din 2013 sugerează că Inventarul de învățare are, încă,  "deficiențe grave"

### Modelul lui Peter Honey și Alan Mumford
Peter Honey și Alan Mumford au adaptat modelul de învățare experiențială a lui Kolb. În primul rând, ei au redenumit etapele din ciclul de învățare conform cu experiența de conducere: având o experiență, analizând experiența, tragând o concluzie din experiență, iar planificarea următorii pași.În al doilea rând, ei au aliniat aceste etape pentru patru stiluri de învățare, numite:
1. Activ
2. Reflexiv
3. Teoretician
4. Pragmatic

Aceste patru stiluri de învățare presupun să fie achiziționate preferințe care sunt adaptabile, fie că vrea sau prin circumstanțe modificate, mai degrabă decât să fie fixată caracteristici de personalitate. Modelele lui Peter Honey și Alan Mumford de chestionare de învățare sunt un instrument de auto-dezvoltare și diferă de la stilul de învățare inventat de Kolb prin invitarea managerilor pentru a finaliza o listă de verificare de comportamente legate de muncă, fără a cere în mod direct indrumari de la eucatori cum să învețe. După încheierea auto-evaluării, managerii sunt încurajați să se concentreze pe consolidarea stilurilor insufficient de utilizate în scopul de a deveni mai bine echipate pentru a învăța de la o gamă largă de experiențe de zi cu zi.
Un sondaj MORI comandat de Campania pentru învățare în 1999 a găsit  pe Honey și Mumford LSQ ca fiind sistemul cel mai des utilizat pentru a evalua stiluri de învățare preferate în sectorul administrației publice locale din Marea Britanie.

### Modelul lui Felder și Silverman
Felder si Silverman combină modelul lui Kolb și caracterizează fiecare subiect din patru puncte de vedere:
- Activ-reflexiv
- Senzorial-intuitiv
- Vizual-verbal
- Secvențial-global

Astfel:
1. Activii învață mai bine aplicând și probând
2. Reflexivii lucrează singuri și reflectă asupra materialului
3. Senzorialii sunt realisti și invață din fapte concrete
4. Intuitivii sunt inovativi si creativi și preferă materiile abstracte [4]

### Moduri de învățare
Walter Burke Barbe și colaboratorii au propus 3 moduri de învățare distincte (identificate adesea cu acronimul VAK).
1. Modul Vizual
2. Modul Auditiv
3. Modul Kinestetic

| Vizual    | Kinestezicc/tactil     | Auditiv |
| --------- | ---------------------- | ------- |
| Imagini   | Gesturi                | Audiție |
| Forme     | Mișcări corporale      | Ritm    |
| Sculptură | Manipularea obiectelor | Ton     |
| Picturi   | Posturi                | Cântece |

Barbe și colaboratorii au remarcat că aceste moduri de învățare pot să se manifeste independent sau în combinație, se pot schimba în timp și pot fi integrate odată cu maturizarea. Ei au subliniat că punctele forte ale unei persoane diferă de  preferințele” acesteia.:378 This disconnect between strengths and preferences was confirmed by a subsequent study.

### Modelul VAK/VARK al lui Neil Fleming
Modelul VARK  propus de Neil Fleming extinde modelele anterioare bazate pe modalități senzoriale, cum ar fi modelul VAK al lui Barbe si colegii sau a sistemelor de reprezentare ( VAKOG ) din  programarea neuro-lingvistică .
Cele patru modalitati senzoriale în modelul Fleming sunt : 
1. învățare vizuală
2. învățare auditivă
3. învățarea prin citire / scriere
4. învățare kinestezică

Iată în continuare caracteristicile celor 4 stiluri de învățare:
1. elevii cu dominantă vizuală au o preferință  pentru a vedea (materiale vizuale care reprezintă ideile care utilizează alte cuvinte metode, cum ar fi grafice, diagrame, diagrame, simboluri, etc.).
2. școlarii care invață auditiv cel mai bine asimilează  prin ascultare (prelegeri, discuții, benzi, etc.).
3. elevii care învăță prin citire / scriere sunt studioși și asimilează prin documentare în biblioteci, au în general rezultate bune la școală.
4. elevii cu dominantă kinestezică preferă să învețe tactil,  prin experiență în mișcare, se atingă, și să facă ( explorarea activă a lumii, proiecte științifice, experimente, etc.).

Elevii pot utiliza modelul pentru a identifica stilul de învățare preferat și, se pretinde, a maximiza învățarea lor prin concentrarea asupra modului care le aduce beneficii mai mult.

### Modelul lui Anthony Gregorc
Anthony Gregorc și Kathleen Butler au organizat acest model  care își are originea în modul în care indivizii achiziționează si procesează informațiile diferit. Acest model postulează că abilitățile de percepție ale unui individ sunt fundamentul punctelor sale forte  specifice de învățare, sau stiluri de învățare.
În acest model, există două calități de percepție: concrete și abstracte, și două abilități prin care se dispune:. Aleatoare și secvențială  Percepțiile concrete implică înregistrarea de informații prin cele cinci simțuri, în timp ce percepțiile abstracte implică înțelegerea idei, calități, și concepte care nu poate fi văzut.
În ceea ce privește cele două abilități prin care se dispune, prin care se dispune secvențială presupune organizarea informațiilor într-un mod liniar, mod logic, și ordonarea aleatoare presupune organizarea de informații în bucăți și în nici o ordine specifică. Modelul postulează că ambele calități perceptuale și ambele abilitățile comanda sunt prezente în fiecare individ, dar unele calități și abilități prin care se dispune sunt mai dominante în anumite persoane. Există patru combinații de calități perceptive și abilități prin care se dispune pe baza poziției dominante: secvențiale concrete, abstract aleatoare secvențiale, abstracte, și aleatoare din beton. Modelul postulează că indivizii cu diferite combinații învață în moduri diferite, ei au diferite puncte forte, lucruri diferite au sens pentru ei, lucruri diferite sunt dificile pentru ei, iar ei cer diferite întrebări pe tot parcursul procesului de învățare.
Validitatea modelului Gregorc a fost pus la ]ndoial[ de către Thomas Oier și Albert Wiswell în urma studiilor experimentale. Gregorc susține că criticii săi au "puncte de vedere științific limitat" și că ei resping în mod greșit "elementele mistice" ale "spiritului", care poate discerne doar printr-un "instrument uman subtil".

### Abordarea cognitivă
Anthony Grasha și Sheryl Riechmann, în 1974, au formulat Scala Grasha - Reichmann Learning Style. Aceasta a fost dezvoltata pentru a analiza atitudinile studenților și modul în care acestia abordau tehnica de invatare. Testul a fost proiectat inițial pentru a oferi profesorilor o perspectivă cu privire la modul de abordare a planurilor de instruire pentru studenti.
In mare parte Grasha a fost în procesele cognitive și tehnici de adaptare. Spre deosebire de unele modele de stiluri cognitive care sunt relativ non-judecatoare, Grasha și Riechmann disting între stilurile adaptive și maladaptative.
Denumirile Grasha și RIECHMANN pentru stilurile de învățare sunt :
1. Evitant
2. Participativ
3. Competitiv
4. Colaborativ
5. Dependent
6. Independent

Cu scopul de a explica de ce testele de aptitudini, notele și performanțele de clasă de multe ori nu reușesc să identifice capacitatea reală, Robert Sternberg a enumerat diverse dimensiuni cognitive  in cartea sa, " Moduri de gândire".
O serie de alte modele sunt, de asemenea, de multe ori folosite atunci când se cauta stiluri cognitive,unele dintre aceste modele sunt descrise în cărțile pe care Sternberg le-a reeditat, cum ar fi, "Perspective asupra gândirii", "Invățare" și "Stiluri cognitive ".

### NASSP
Profilul stilului de invatare NASSP  ( LSP ) este un instrument de a doua generație pentru diagnosticul stilurilor cognitive ale studentilor, răspunsurile de percepție, și preferințele de studiu și de instruire. LSP este un instrument de diagnosticare conceput ca bază pentru evaluare cuprinzătoare unui stil cu studenții în al șaselea an cu cele 12 grade. 
Acesta a fost dezvoltat de către Asociația Națională a departamentului secundar de cercetare în colaborare cu directorii de școală cu o forță națională si experți în stil de învățare. 
Profilul a fost dezvoltat în patru faze cu activitatea inițială efectuată de la Universitatea din Vermont ( elemente cognitive ), Ohio State University (elemente afective ), și Universitatea St. John (elemente de mediu fiziologice). Validarea rigidă și studiile normative au fost realizate prin metode analitice ale factorului pentru a asigura validitatea de construct puternic și independența subscala.
LSP conține 23 de scale reprezentând patru factori de ordin superior: stiluri cognitive, răspunsurile de percepție, preferințele de studiu și preferințele de instruire ( afectiva si elemente fiziologice ).
Scalele LSP sunt: abilitate analitică, abilitate spațială, abilitate discriminare, abilitate categorisire, abilitate de procesare secvențială, abilitate de procesare simultana, abilitate de memorie, ca răspuns perceptive: vizual raspuns, perceptive: auditiv, raspuns perceptive: emotivă, orientare persistenta, orientare risc verbală, preferința verbală - spațială, preferința de manipulare, de preferință timp de studiu: dimineața devreme, preferința timp de studiu: dimineața târziu, preferința timp de studiu: după-amiază, preferința timp de studiu: seara, preferinta gruparea, preferinta postura, preferința de mobilitate, preferința de sunet, de preferință iluminat, temperatură de preferință.

### Modelul bazat pe emisferele cerebrale
Asselin si Mooney consideră că din punctul de vedere al stilurilor de învățare există două categorii: 
- cel global - bazat pe emisfera dreaptă - cei cu stil global percep lucrurile ca pe un întreg, holistic și fac diferențe generale între concepte.
- cel analitic centrat pe emisfera stângă. - cei cu stil analitic percep lucrurile rațional, prin părțile lor componente și mai puțin ca pe un întreg.